# Шедой
Шедой — упразднённая деревня в Эхирит-Булагатском районе Иркутской области России. Входила в состав Гаханского муниципального образования. Упразднена в 2015 г.

## География
Располагалась на левом берегу реки Куда, в 2 км к востоку от села Гаханы.

## Население
| 2002 | 2010 | 2011 | 2012 |
| ---- | ---- | ---- | ---- |
| 25   | ↘16  | →16  | →16  |